# Akillezz
Джон Арвани́тис (англ. John Arvanitis; род. 7 марта 1994, Ливингстон, Нью-Джерси, США), более известный под сценическим псевдонимом Akillezz (Аки́ллезз) — американский рэп-исполнитель.

## Биография

### Ранние годы
Родился 7 марта 1994 года в Ливингстоне (Нью-Джерси, США) в семье греков выходцев с острова Лефкада (Ионические острова, Греция). Воспитывался бабушкой и дедушкой, так как оба его родителя были заняты бизнесом.
В семилетнем возрасте начал писать стихи.
Будучи восьмилетним школьником, Джон впервые познакомился с творчеством Эминема, которое мгновенно вызвало у него большой интерес к хип-хопу.
После окончания средней школы в Бронксе (Нью-Йорк) сосредоточился на своей музыкальной карьере в сотрудничестве с продюсером Джоном Джейдом Дэниелсом.
Свободно владеет греческим языком.

### Карьера
В 2012 году основал музыкальный лейбл «Akillezz Records».
В качестве сценического псевдонима Арванитис взял имя Akillezz, являющееся аллюзией на героя древнегреческой мифологии Ахиллеса (англ. Achilles). Певец объясняет выбор своего профессионального псевдонима как указывающий на его греческое происхождение, а также на некие недостатки, составляющие его личную ахиллесову пяту.
В 2015 году Арванитис зарегистрировал имя Akillezz как торговую марку.
В начале 2015 года первые два сингла «One Level» и «Anything» из альбома «Transgressionzz» стали хитами в клубах и на радио Лос-Анджелеса и Лас-Вегаса. 8 апреля был выпущен музыкальный видеоклип «Punching Bag» модели и актрисы Шарлотты Маккинни на песню Akillezz, ставшей самой успешной записью альбома. В ноябре Akillezz в сотрудничестве с Tony Yayo (G-Unit) выпустил сингл «Circus».

## Выступления
- Клуб-ресторан «Ακρωτήρι» (Афины, Греция)[3]
- Hot 97 Summer Jam 2014 (Ист-Ратерфорд, Нью-Джерси, США)[6]

## Релизы

### Синглы
| №  | Название                                          | Длительность |
| -- | ------------------------------------------------- | ------------ |
| 1. | «Circus feat. Tony Yayo» (выпущен 19 ноября 2015) | 3:20         |

### Anything
Мини-альбом «Anything», состоящий из 4 треков, был выпущен 17 февраля 2015 года.
| №                   | Название                  | Длительность |
| ------------------- | ------------------------- | ------------ |
| 1.                  | «Anything» (Main)         | 3:52         |
| 2.                  | «Anything» (Radio)        | 3:52         |
| 3.                  | «Anything» (Instrumental) | 3:52         |
| 4.                  | «Anything» (A cappella)   | 3:46         |
| Общая длительность: | Общая длительность:       | 15:22        |

### Transgressionzz
«Transgressionzz» — первый альбом Akillezz, состоящий из 17 треков, выпущенный 5 мая 2015 года.
| №                   | Название                         | Длительность |
| ------------------- | -------------------------------- | ------------ |
| 1.                  | «F**k the World»                 | 4:50         |
| 2.                  | «Enemiezz»                       | 4:46         |
| 3.                  | «Love You Forever»               | 3:36         |
| 4.                  | «Paris» (Hell of a Life)         | 4:27         |
| 5.                  | «Watchmaker»                     | 4:19         |
| 6.                  | «Bad Man»                        | 3:23         |
| 7.                  | «Money Anthem»                   | 3:12         |
| 8.                  | «Anything»                       | 3:51         |
| 9.                  | «One Level»                      | 3:25         |
| 10.                 | «I Be On»                        | 3:31         |
| 11.                 | «Couture» ((Million Dollar Man)) | 4:06         |
| 12.                 | «Shake Down»                     | 3:41         |
| 13.                 | «End of Dayzz»                   | 4:40         |
| 14.                 | «Punching Bag»                   | 3:52         |
| 15.                 | «Soul Extractor»                 | 3:46         |
| 16.                 | «Psycho»                         | 3:51         |
| 17.                 | «#ZeroF**ks»                     | 5:03         |
| Общая длительность: | Общая длительность:              | 68:22        |

### Видеоклипы
| №  | Название                                                       | Длительность |
| -- | -------------------------------------------------------------- | ------------ |
| 1. | «Gravity» (выпущен 25 января 2013)                             | 4:36         |
| 2. | «One Level» (выпущен 15 января 2015)                           | 3:47         |
| 3. | «Anything» (выпущен 14 февраля 2015)                           | 3:54         |
| 4. | «Punching Bag feat. Шарлотта Маккинни» (выпущен 8 апреля 2015) | 4:23         |
| 5. | «Enemiezz» (выпущен 26 августа 2015)                           | 4:40         |